# Ota Kengo
Kengo Ota (sinh ngày 16 tháng 11 năm 1995) là một cầu thủ bóng đá người Nhật Bản.

## Sự nghiệp câu lạc bộ
Kengo Ota đã từng chơi cho Grulla Morioka.